# Trzy pióra

Oznaka sprawności

Trzy pióra – jedna ze sprawności harcerskich, należąca do grupy sprawności puszczańskich, a jednocześnie wyrabiających siłę ducha. Jest sprawnością mistrzowską w ZHP i  ZHR, zdobywaną przez wędrowników, wyłącznie na obozie letnim.

## Współcześnie
Zdobycie sprawności polega na pomyślnym przejściu trzech prób, z których każda trwa jedną dobę:
- próby milczenia, w czasie której harcerz powinien zachować całkowite milczenie i przeznaczyć ten czas na zastanowienie się nad swym harcerskim życiem,
- próby głodu, podczas której powinien powstrzymać się od spożywania jakichkolwiek pokarmów i napojów (niektórzy dopuszczają picie czystej wody i spożywanie suchego chleba), uczestnicząc jednocześnie we wszystkich normalnych zajęciach obozowych,
- próby samotności, którą powinien przejść w lesie, niespostrzeżony przez ludzi, żywiąc się owocami leśnymi i obserwując życie lasu. W Związku Harcerstwa Rzeczypospolitej musi w tym czasie znaleźć 3 pióra, w przeciwnym razie sprawność nie zostaje przyznana.

W razie niepowodzenia w którejkolwiek z prób kolejny raz można zdobywać tę sprawność dopiero na następnym obozie. W niektórych środowiskach przyjmuje się, że do próby na sprawność trzech piór może dopuścić wyłącznie drużynowy lub inny harcerz sam posiadający taką sprawność.

## Tradycyjnie
Sprawność "Trzy Pióra"
- 1. Przez jedną dobę zachowuje milczenie
- 2. Przez jedną dobę nie je nic albo odżywia się posiłkiem leśnym
- 3. Przez jedną dobę ukrywa się tak, by przez nikogo nie być widzianym

Wskazówki
Ta typowo puszczańska sprawność może być zdobywana tylko na obozie, raczej indywidualnie niż zespołowo.
Odpowiada przede wszystkiem chłopcom w wieku 15-17 lat.
Wszystkie zadania sprawności wykonuje kandydat pod opieką ojca chrzestnego, starego wygi obozowego, którego jedynem zadaniem jest zabezpieczyć kandydata od mogących mu grozić niebezpieczeństw.
Dopuszczenie chłopca do próby na tę sprawność bez przydania mu "ojca chrzestnego" jest organizacyjnie zakazane.
Przed "ojcem chrzestnym" kandydat nie potrzebuje się kryć, wykonując zadanie trzecie, "ojciec chrzestny" musi stale wiedzieć, gdzie kandydat się znajduje i winien go śledzić z ukrycia.
"Posiłek leśny" (z zadania 2-go) - to taki, który jest przyrządzony np. z wyszukanych dzikich roślin jadalnych lub upolowanej zwierzyny albo ze złowionych ryb i.t.p. a nie z produktów wytworzonych sztucznie i bez naczyń.
Wszystkie zadania mogą być spełnione jednego dnia lub też w ciągu dwóch lub trzech dób; lecz wszystkie razem muszą być wykonane w jednym tygodniu.
Próba nieudana może być powtórzona niewcześniej, niż po 2 tygodniach.
Próbę uważa się za nieudaną, jeśli choć jedno zadanie zostanie niespełnione.
Tradycyjne zdobywanie tej sprawności realizowane jest w części środowisk ZHP i ZHR, związanych z Kręgiem Czarnego Dębu.